# Le Peintre et son modèle
Le Peintre et son modèle est un tableau réalisé par l'artiste français Henri Rousseau entre 1900 et 1905. Cette huile sur toile naïve représente un parc clôturé dans lequel un peintre tournant le dos à un plan d'eau est assis devant son chevalet face à une femme qui lui sert de modèle, et qui paraît bien plus grande que lui. Cette peinture est conservée au musée national d'Art moderne, à Paris.